# Garbage (альбом)
Garbage (укр. Сміття) — дебютний студійний альбом шотландсько-американського рок-гурту Garbage. Він був випущений 15 серпня 1995 року лейблом Almo Sounds. Альбом отримав схвальні відгуки критиків одразу після виходу, дехто вважав його новаторським записом для свого часу. Він посів 20-те місце в американському чарті Billboard 200 і шосте місце в британському чарті альбомів, увійшовши в топ-20 і отримавши мультиплатинові сертифікати на кількох територіях. Успіху альбому сприяло річне турне гурту, що включало виступи на європейських фестивалях і підтримку Smashing Pumpkins протягом 1996 року, а також серія все більш успішних синглів, кульмінацією якої стала пісня «Stupid Girl», що отримала номінації на премію Греммі за найкращу рок-пісню і найкраще рок-виконання дуетом або групою у 1997 році.